# Janovice v Podještědí
Janovice v Podještědí (deutsch Johnsdorf) ist eine Gemeinde im Norden der Tschechischen Republik, südlich des Lausitzer Gebirges. Sie liegt im Tal des Baches Dubnický potok am Fuß des Berges Buková und hat 84 Einwohner (Stand 2005).
Bis zum 31. Dezember 2006 gehörte das Dorf zum Okres Česká Lípa. Am 1. Januar 2007 wechselte die Gemeinde zum Okres Liberec.

## Sehenswürdigkeiten
Sehenswert in Janovice sind vor allem das „Heilige Grab“ (oder auch Janovické poustevny (die Johnsdorfer Einsiedelei)) sowie der alte Friedhof, der noch heute für Begräbnisse genutzt wird.

Friedhofskapelle

Heiliges Grab

Die Johnsdorfer Einsiedelei´(Janovické poustevny) befindet sich in einem Bergeinschnitt im Tal des Dubnický potok (Hennersdorfer Bach) und etwa 500 Meter südwestlich des Ortes Janovice v Podještědí (Johnsdorf).
Einer mündlichen Überlieferung zufolge gab es hier bereits in der Mitte des 18. Jahrhunderts eine Einsiedler-Klause. 
Mit der Auflösung des Klosters von Jablonné v Podještědí (Deutsch-Gabel) im Jahre 1788, zogen die Mönche Thomas und Valerian an diesen Ort, errichteten sich ein Blockhaus und hauten sich kleine Kammern in die Sandsteinfelsen. Fortan widmeten sie sich der Heilkunst und dem Religionsunterricht in der Schule in Janovice. Nach ihrem Tod begrub man sie in der Nähe der Einsiedelei.
Mit einer Pilgerfahrt wurde dieser Ort im Jahr 1834 neu eingeweiht und seither fanden alljährlich Pilgerfahrten hierher statt. Der Eigentümer des Grundstückes Anton Rudolf aus Johnsdorf (Hausnummer 14) errichtete 1864 den Kalvarienberg (Stufenberg) und meißelte ein Gottesgrab in den Sandsteinfelsen. An die umliegenden Bäume hängte er Bilder der Kreuzweges. 

In den Felsen am Waldrand sind einige Nischen für Statuen und Heiligenbilder und im unteren Teil die Grotte des Heiligen Grabes aus dem Sandstein herausgearbeitet. 

Innenansicht

Bis 1944 wurde die Tradition der Pilgerfahrten fortgesetzt. Nach Ende des Zweiten Weltkrieges flammte die Tradition nochmals kurz auf, geriet aber – wie der Ort selbst – mehr und mehr in Vergessenheit. 
Seit dem Ende des 20. Jahrhunderts entwickelte sich bei den Einwohnern von Janovice erneut ein Interesse für das Heilige Grab und es wurde mit einfachen Mitteln neu hergerichtet.
Vor dem Felsen befindet sich eine geebnete Fläche und neben ihr erhebt sich der Stationsberg mit einem hölzernen Kreuz auf dem Gipfel. Die Bilder des Kreuzweges, die am 5. Juli 2005 eingeweiht worden sind, befinden sich entlang der steinernen Stufen zum Gipfel.
Die kleinen in den niedrigen Sandstein geschlagenen Kammern der ehemaligen Einsiedelei befinden sich in dem gegenüberliegenden Waldstück.